# Contea di Haralson
La contea di Haralson (in inglese Haralson County) è una Contea situata nella parte nordoccidentale dello stato americano della Georgia. Secondo il censimento degli Stati Uniti d'America del 2020, la popolazione era di 29 919, rispetto a 28 780 nel 2010. Il capoluogo della contea è Buchanan. La contea fu creata il 26 gennaio 1856 e prese il nome da Hugh A. Haralson, un ex membro del Congresso della Georgia.